# Liga Juvenil de la UEFA 2014-15
La Liga Juvenil de la UEFA 2014-15 es la 2.ª edición de la competición. Se disputa desde el 16 de septiembre del 2014 y finalizará el 13 de abril de 2015. La competición fue compuesta por los equipos juveniles de los clubes que lograron su clasificación para la fase de grupos de la Liga de Campeones de la UEFA 2014-15.

## Estadio de la final
Al igual que en la temporada pasada, las semifinales y la final se jugarán en formato de partido único en el Colovray Stadium, en la sede de la UEFA ubicada en la ciudad de Nyon, Suiza. No habrá partido por el tercer puesto.

## Distribución de equipos por Asociaciones
Un total de treinta y dos equipos participan en la Liga Juvenil de la UEFA 2014–15, procedentes de los equipos matrices pertenecientes a las asociaciones de la UEFA con competición propia de liga (y que previamente consiguieron su clasificación para la fase de grupos de la Liga de Campeones de la UEFA 2014-15). Las plazas de grupos se distribuyeron de igual forma que la citada competición disputada por los primeros equipos.

## Equipos participantes
En la fase de grupos participaron los treinta y dos equipos juveniles cuyos equipos matrices lograron su clasificación para la fase de grupos de la Liga de Campeones de la UEFA 2014-15:

| 1º bombo (Cabezas de serie)     | 2º bombo                              | 3º bombo                                     | 4º bombo                                       |
| ------------------------------- | ------------------------------------- | -------------------------------------------- | ---------------------------------------------- |
| Fútbol Club Barcelona (Campeón) | Fußball-Club Gelsenkirchen-Schalke    | Bayer Leverkusen Fußball GmbH                | Royal Sporting Club Anderlecht                 |
| Real Madrid Club de Fútbol      | Ballspielverein Borussia              | P?? Olympiakós                               | Associazione Sportiva Roma                     |
| Fußball Club Bayern München     | Juventus Football Club                | Professional'nyi Futbol'nyi Klub CSKA Moskva | APOEL Football Club                            |
| Chelsea Football Club           | París Saint-Germain Football Club     | Amsterdamsche Football Club Ajax             | Football Club BATE Borisov                     |
| Sport Lisboa e Benfica          | Futbolny Klub Shajtar Donetsk         | Liverpool Football Club                      | Profesionalen futbolen klub Ludogorets Razgrad |
| Club Atlético de Madrid         | Fussballclub Basel                    | Sporting Clube de Portugal                   | Nogometni Klub Maribor                         |
| Arsenal Football Club           | Futbol'nyi Klub Zenit Sankt-Peterburg | Galatasaray Spor Kulübü                      | Association Sportive de Monaco Football Club   |
| Futebol Clube do Porto          | Manchester City Football Club         | Athletic Club de Bilbao                      | Malmö Fotbollförening                          |

|  | Equipos clasificados para los Octavos de final. |
|  | Equipos eliminados.                             |

## Fase de grupos

### Grupo A
| Equipo             | Pts | PJ | PG | PE | PP | GF | GC | Dif |
| ------------------ | --- | -- | -- | -- | -- | -- | -- | --- |
| Atlético de Madrid | 15  | 6  | 5  | 0  | 1  | 11 | 5  | +6  |
| Olympiacos F. C.   | 13  | 6  | 4  | 1  | 1  | 12 | 4  | +8  |
| Juventus F. C.     | 5   | 6  | 1  | 2  | 3  | 5  | 10 | -5  |
| Malmö FF           | 1   | 6  | 0  | 1  | 5  | 5  | 14 | -9  |

| \| Fecha \| Estadio \| Local \| Resultado \| Visitante \| \| ------------------------ \| -------------------------- \| ------------------ \| --------- \| ------------------ \| \| 16 de septiembre de 2014 \| Stadio Silvio Piola \| Juventus F. C. \| 2:0 \| Malmö FF \| \| 16 de septiembre de 2014 \| Olympiacos Training Centre \| Olympiacos F. C. \| 1:2 \| Atlético de Madrid \| \| 1 de octubre de 2014 \| Cerro del Espino \| Atlético de Madrid \| 1:0 \| Juventus F. C. \| \| 1 de octubre de 2014 \| Malmö Idrottsplats \| Malmö FF \| 1:3 \| Olympiacos F. C. \| \| 22 de octubre de 2014 \| Cerro del Espino \| Atlético de Madrid \| 3:1 \| Malmö FF \| \| 22 de octubre de 2014 \| Olympiacos Training Centre \| Olympiacos F. C. \| 1:1 \| Juventus F. C. \| \| 4 de noviembre de 2014 \| Stadio Silvio Piola \| Juventus F. C. \| 0:3 \| Olympiacos F. C. \| \| 4 de noviembre de 2014 \| Malmö Idrottsplats \| Malmö FF \| 1:2 \| Atlético de Madrid \| \| 26 de noviembre de 2014 \| Cerro del Espino \| Atlético de Madrid \| 0:2 \| Olympiacos F. C. \| \| 26 de noviembre de 2014 \| Malmö Idrottsplats \| Malmö FF \| 2:2 \| Juventus F. C. \| \| 9 de diciembre de 2014 \| Olympiacos Training Centre \| Olympiacos F. C. \| 2:0 \| Malmö FF \| \| 9 de diciembre de 2014 \| Stadio Silvio Piola \| Juventus F. C. \| 0:3 \| Atlético de Madrid \| |                            |                    |           |                    |
| Fecha | Estadio                    | Local              | Resultado | Visitante          |
| 16 de septiembre de 2014 | Stadio Silvio Piola        | Juventus F. C.     | 2:0       | Malmö FF           |
| 16 de septiembre de 2014 | Olympiacos Training Centre | Olympiacos F. C.   | 1:2       | Atlético de Madrid |
| 1 de octubre de 2014 | Cerro del Espino           | Atlético de Madrid | 1:0       | Juventus F. C.     |
| 1 de octubre de 2014 | Malmö Idrottsplats         | Malmö FF           | 1:3       | Olympiacos F. C.   |
| 22 de octubre de 2014 | Cerro del Espino           | Atlético de Madrid | 3:1       | Malmö FF           |
| 22 de octubre de 2014 | Olympiacos Training Centre | Olympiacos F. C.   | 1:1       | Juventus F. C.     |
| 4 de noviembre de 2014 | Stadio Silvio Piola        | Juventus F. C.     | 0:3       | Olympiacos F. C.   |
| 4 de noviembre de 2014 | Malmö Idrottsplats         | Malmö FF           | 1:2       | Atlético de Madrid |
| 26 de noviembre de 2014 | Cerro del Espino           | Atlético de Madrid | 0:2       | Olympiacos F. C.   |
| 26 de noviembre de 2014 | Malmö Idrottsplats         | Malmö FF           | 2:2       | Juventus F. C.     |
| 9 de diciembre de 2014 | Olympiacos Training Centre | Olympiacos F. C.   | 2:0       | Malmö FF           |
| 9 de diciembre de 2014 | Stadio Silvio Piola        | Juventus F. C.     | 0:3       | Atlético de Madrid |

### Grupo B
| Equipo             | Pts | PJ | PG | PE | PP | GF | GC | Dif |
| ------------------ | --- | -- | -- | -- | -- | -- | -- | --- |
| Real Madrid C. F.  | 12  | 6  | 4  | 0  | 2  | 19 | 7  | +12 |
| Liverpool F. C.    | 12  | 6  | 4  | 0  | 2  | 16 | 9  | +7  |
| F. C. Basel        | 12  | 6  | 4  | 0  | 2  | 17 | 9  | +8  |
| Ludogorets Razgrad | 0   | 6  | 0  | 0  | 6  | 0  | 27 | -27 |

| \| Fecha \| Estadio \| Local \| Resultado \| Visitante \| \| ------------------------ \| ----------------------- \| ------------------ \| --------- \| ------------------ \| \| 16 de septiembre de 2014 \| Langtree Park \| Liverpool F. C. \| 4:0 \| Ludogorets Razgrad \| \| 16 de septiembre de 2014 \| Alfredo Di Stéfano \| Real Madrid C. F. \| 2:0 \| F. C. Basel \| \| 1 de octubre de 2014 \| Georgi Asparuhov \| Ludogorets Razgrad \| 0:3 \| Real Madrid C. F. \| \| 1 de octubre de 2014 \| Campus F. C. Basel 1893 \| F. C. Basel \| 3:2 \| Liverpool F. C. \| \| 22 de octubre de 2014 \| Georgi Asparuhov \| Ludogorets Razgrad \| 0:5 \| F. C. Basel \| \| 22 de octubre de 2014 \| Langtree Park \| Liverpool F. C. \| 3:2 \| Real Madrid C. F. \| \| 4 de noviembre de 2014 \| Campus F. C. Basel 1893 \| F. C. Basel \| 6:0 \| Ludogorets Razgrad \| \| 4 de noviembre de 2014 \| Alfredo Di Stéfano \| Real Madrid C. F. \| 4:1 \| Liverpool F. C. \| \| 26 de noviembre de 2014 \| Georgi Asparuhov \| Ludogorets Razgrad \| 0:3 \| Liverpool F. C. \| \| 26 de noviembre de 2014 \| Campus F. C. Basel 1893 \| F. C. Basel \| 3:2 \| Real Madrid C. F. \| \| 9 de diciembre de 2014 \| Langtree Park \| Liverpool F. C. \| 3:0 \| F. C. Basel \| \| 9 de diciembre de 2014 \| Alfredo Di Stéfano \| Real Madrid C. F. \| 6:0 \| Ludogorets Razgrad \| |                         |                    |           |                    |
| Fecha | Estadio                 | Local              | Resultado | Visitante          |
| 16 de septiembre de 2014 | Langtree Park           | Liverpool F. C.    | 4:0       | Ludogorets Razgrad |
| 16 de septiembre de 2014 | Alfredo Di Stéfano      | Real Madrid C. F.  | 2:0       | F. C. Basel        |
| 1 de octubre de 2014 | Georgi Asparuhov        | Ludogorets Razgrad | 0:3       | Real Madrid C. F.  |
| 1 de octubre de 2014 | Campus F. C. Basel 1893 | F. C. Basel        | 3:2       | Liverpool F. C.    |
| 22 de octubre de 2014 | Georgi Asparuhov        | Ludogorets Razgrad | 0:5       | F. C. Basel        |
| 22 de octubre de 2014 | Langtree Park           | Liverpool F. C.    | 3:2       | Real Madrid C. F.  |
| 4 de noviembre de 2014 | Campus F. C. Basel 1893 | F. C. Basel        | 6:0       | Ludogorets Razgrad |
| 4 de noviembre de 2014 | Alfredo Di Stéfano      | Real Madrid C. F.  | 4:1       | Liverpool F. C.    |
| 26 de noviembre de 2014 | Georgi Asparuhov        | Ludogorets Razgrad | 0:3       | Liverpool F. C.    |
| 26 de noviembre de 2014 | Campus F. C. Basel 1893 | F. C. Basel        | 3:2       | Real Madrid C. F.  |
| 9 de diciembre de 2014 | Langtree Park           | Liverpool F. C.    | 3:0       | F. C. Basel        |
| 9 de diciembre de 2014 | Alfredo Di Stéfano      | Real Madrid C. F.  | 6:0       | Ludogorets Razgrad |

### Grupo C
| Equipo                | Pts | PJ | PG | PE | PP | GF | GC | Dif |
| --------------------- | --- | -- | -- | -- | -- | -- | -- | --- |
| S. L. Benfica         | 13  | 6  | 4  | 1  | 1  | 12 | 8  | +3  |
| Zenit San Petersburgo | 10  | 6  | 3  | 1  | 2  | 12 | 9  | +3  |
| Bayer 04 Leverkusen   | 6   | 6  | 2  | 0  | 4  | 12 | 14 | -2  |
| A. S. Monaco          | 6   | 6  | 2  | 0  | 4  | 7  | 12 | -5  |

| \| Fecha \| Estadio \| Local \| Resultado \| Visitante \| \| ------------------------ \| ---------------------------- \| --------------------- \| --------- \| --------------------- \| \| 16 de septiembre de 2014 \| Stade de formation AS Monaco \| A. S. Monaco \| 3:1 \| Bayer 04 Leverkusen \| \| 16 de septiembre de 2014 \| Caixa Futebol Campus \| S. L. Benfica \| 0:0 \| Zenit San Petersburgo \| \| 1 de octubre de 2014 \| Minor Sport Arena \| Zenit San Petersburgo \| 0:3 \| A. S. Monaco \| \| 1 de octubre de 2014 \| Ulrich-Haberland-Stadion \| Bayer 04 Leverkusen \| 2:3 \| S. L. Benfica \| \| 22 de octubre de 2014 \| Ulrich-Haberland-Stadion \| Bayer 04 Leverkusen \| 1:4 \| Zenit San Petersburgo \| \| 22 de octubre de 2014 \| Stade de formation AS Monaco \| A. S. Monaco \| 0:1 \| S. L. Benfica \| \| 4 de noviembre de 2014 \| Minor Sport Arena \| Zenit San Petersburgo \| 0:3 \| Bayer 04 Leverkusen \| \| 4 de noviembre de 2014 \| Caixa Futebol Campus \| S. L. Benfica \| 3:0 \| A. S. Monaco \| \| 26 de noviembre de 2014 \| Minor Sport Arena \| Zenit San Petersburgo \| 5:1 \| S. L. Benfica \| \| 26 de noviembre de 2014 \| Ulrich-Haberland-Stadion \| Bayer 04 Leverkusen \| 4:0 \| A. S. Monaco \| \| 9 de diciembre de 2014 \| Stade de formation AS Monaco \| A. S. Monaco \| 1:3 \| Zenit San Petersburgo \| \| 9 de diciembre de 2014 \| Caixa Futebol Campus \| S. L. Benfica \| 4:1 \| Bayer 04 Leverkusen \| |                              |                       |           |                       |
| Fecha | Estadio                      | Local                 | Resultado | Visitante             |
| 16 de septiembre de 2014 | Stade de formation AS Monaco | A. S. Monaco          | 3:1       | Bayer 04 Leverkusen   |
| 16 de septiembre de 2014 | Caixa Futebol Campus         | S. L. Benfica         | 0:0       | Zenit San Petersburgo |
| 1 de octubre de 2014 | Minor Sport Arena            | Zenit San Petersburgo | 0:3       | A. S. Monaco          |
| 1 de octubre de 2014 | Ulrich-Haberland-Stadion     | Bayer 04 Leverkusen   | 2:3       | S. L. Benfica         |
| 22 de octubre de 2014 | Ulrich-Haberland-Stadion     | Bayer 04 Leverkusen   | 1:4       | Zenit San Petersburgo |
| 22 de octubre de 2014 | Stade de formation AS Monaco | A. S. Monaco          | 0:1       | S. L. Benfica         |
| 4 de noviembre de 2014 | Minor Sport Arena            | Zenit San Petersburgo | 0:3       | Bayer 04 Leverkusen   |
| 4 de noviembre de 2014 | Caixa Futebol Campus         | S. L. Benfica         | 3:0       | A. S. Monaco          |
| 26 de noviembre de 2014 | Minor Sport Arena            | Zenit San Petersburgo | 5:1       | S. L. Benfica         |
| 26 de noviembre de 2014 | Ulrich-Haberland-Stadion     | Bayer 04 Leverkusen   | 4:0       | A. S. Monaco          |
| 9 de diciembre de 2014 | Stade de formation AS Monaco | A. S. Monaco          | 1:3       | Zenit San Petersburgo |
| 9 de diciembre de 2014 | Caixa Futebol Campus         | S. L. Benfica         | 4:1       | Bayer 04 Leverkusen   |

### Grupo D
| Equipo              | Pts | PJ | PG | PE | PP | GF | GC | Dif |
| ------------------- | --- | -- | -- | -- | -- | -- | -- | --- |
| R. S. C. Anderlecht | 13  | 6  | 4  | 1  | 1  | 14 | 8  | +6  |
| Arsenal F. C.       | 12  | 6  | 4  | 0  | 2  | 15 | 8  | +7  |
| Galatasaray S. K.   | 6   | 6  | 2  | 0  | 4  | 10 | 17 | -7  |
| Borussia Dortmund   | 4   | 6  | 1  | 1  | 4  | 8  | 14 | -6  |

| \| Fecha \| Estadio \| Local \| Resultado \| Visitante \| \| ------------------------ \| --------------------------- \| ------------------- \| --------- \| ------------------- \| \| 16 de septiembre de 2014 \| Esenyurt Incirtepe Stadyumu \| Galatasaray S. K. \| 3:0 \| R. S. C. Anderlecht \| \| 17 de septiembre de 2014 \| Montanhydraulik-Stadion \| Borussia Dortmund \| 0:2 \| Arsenal F. C. \| \| 1 de octubre de 2014 \| Meadow Park \| Arsenal F. C. \| 5:1 \| Galatasaray S. K. \| \| 2 de octubre de 2014 \| Van Roy Stadium \| R. S. C. Anderlecht \| 5:0 \| Borussia Dortmund \| \| 21 de octubre de 2014 \| Van Roy Stadium \| R. S. C. Anderlecht \| 4:3 \| Arsenal F. C. \| \| 22 de octubre de 2014 \| Esenyurt Incirtepe Stadyumu \| Galatasaray S. K. \| 3:2 \| Borussia Dortmund \| \| 4 de noviembre de 2014 \| Meadow Park \| Arsenal F. C. \| 1:2 \| R. S. C. Anderlecht \| \| 4 de noviembre de 2014 \| Montanhydraulik-Stadion \| Borussia Dortmund \| 5:2 \| Galatasaray S. K. \| \| 25 de noviembre de 2014 \| Van Roy Stadium \| R. S. C. Anderlecht \| 2:0 \| Galatasaray S. K. \| \| 26 de noviembre de 2014 \| Meadow Park \| Arsenal F. C. \| 1:0 \| Borussia Dortmund \| \| 9 de diciembre de 2014 \| Esenyurt Incirtepe Stadyumu \| Galatasaray S. K. \| 1:3 \| Arsenal F. C. \| \| 9 de diciembre de 2014 \| Montanhydraulik-Stadion \| Borussia Dortmund \| 1:1 \| R. S. C. Anderlecht \| |                             |                     |           |                     |
| Fecha | Estadio                     | Local               | Resultado | Visitante           |
| 16 de septiembre de 2014 | Esenyurt Incirtepe Stadyumu | Galatasaray S. K.   | 3:0       | R. S. C. Anderlecht |
| 17 de septiembre de 2014 | Montanhydraulik-Stadion     | Borussia Dortmund   | 0:2       | Arsenal F. C.       |
| 1 de octubre de 2014 | Meadow Park                 | Arsenal F. C.       | 5:1       | Galatasaray S. K.   |
| 2 de octubre de 2014 | Van Roy Stadium             | R. S. C. Anderlecht | 5:0       | Borussia Dortmund   |
| 21 de octubre de 2014 | Van Roy Stadium             | R. S. C. Anderlecht | 4:3       | Arsenal F. C.       |
| 22 de octubre de 2014 | Esenyurt Incirtepe Stadyumu | Galatasaray S. K.   | 3:2       | Borussia Dortmund   |
| 4 de noviembre de 2014 | Meadow Park                 | Arsenal F. C.       | 1:2       | R. S. C. Anderlecht |
| 4 de noviembre de 2014 | Montanhydraulik-Stadion     | Borussia Dortmund   | 5:2       | Galatasaray S. K.   |
| 25 de noviembre de 2014 | Van Roy Stadium             | R. S. C. Anderlecht | 2:0       | Galatasaray S. K.   |
| 26 de noviembre de 2014 | Meadow Park                 | Arsenal F. C.       | 1:0       | Borussia Dortmund   |
| 9 de diciembre de 2014 | Esenyurt Incirtepe Stadyumu | Galatasaray S. K.   | 1:3       | Arsenal F. C.       |
| 9 de diciembre de 2014 | Montanhydraulik-Stadion     | Borussia Dortmund   | 1:1       | R. S. C. Anderlecht |

### Grupo E
| Equipo                 | Pts | PJ | PG | PE | PP | GF | GC | Dif |
| ---------------------- | --- | -- | -- | -- | -- | -- | -- | --- |
| Manchester City F. C.  | 18  | 6  | 6  | 0  | 0  | 22 | 4  | +18 |
| A. S. Roma             | 9   | 6  | 3  | 0  | 3  | 9  | 10 | -1  |
| F. C. Bayern de Múnich | 6   | 6  | 2  | 0  | 4  | 8  | 18 | -10 |
| CSKA Moscú             | 3   | 6  | 1  | 0  | 5  | 8  | 15 | -7  |

| \| Fecha \| Estadio \| Local \| Resultado \| Visitante \| \| ------------------------ \| ---------------------- \| ---------------------- \| --------- \| ---------------------- \| \| 17 de septiembre de 2014 \| Stadio Centro d'Italia \| A. S. Roma \| 3:1 \| CSKA Moscú \| \| 17 de septiembre de 2014 \| Grünwalder Straße \| F. C. Bayern de Múnich \| 1:4 \| Manchester City F. C. \| \| 30 de septiembre de 2014 \| Stadium Oktyabr \| CSKA Moscú \| 3:1 \| F. C. Bayern de Múnich \| \| 30 de septiembre de 2014 \| Ewen Fields \| Manchester City F. C. \| 3:2 \| A. S. Roma \| \| 21 de octubre de 2014 \| Stadium Oktyabr \| CSKA Moscú \| 0:2 \| Manchester City F. C. \| \| 21 de octubre de 2014 \| Stadio Centro d'Italia \| A. S. Roma \| 1:0 \| F. C. Bayern de Múnich \| \| 5 de noviembre de 2014 \| Ewen Fields \| Manchester City F. C. \| 4:2 \| CSKA Moscú \| \| 5 de noviembre de 2014 \| Grünwalder Straße \| F. C. Bayern de Múnich \| 3:2 \| A. S. Roma \| \| 25 de noviembre de 2014 \| Stadium Oktyabr \| CSKA Moscú \| 0:2 \| A. S. Roma \| \| 25 de noviembre de 2014 \| Ewen Fields \| Manchester City F. C. \| 6:0 \| F. C. Bayern de Múnich \| \| 10 de diciembre de 2014 \| Grünwalder Straße \| F. C. Bayern de Múnich \| 3:2 \| CSKA Moscú \| \| 10 de diciembre de 2014 \| Stadio Centro d'Italia \| A. S. Roma \| 0:4 \| Manchester City F. C. \| |                        |                        |           |                        |
| Fecha | Estadio                | Local                  | Resultado | Visitante              |
| 17 de septiembre de 2014 | Stadio Centro d'Italia | A. S. Roma             | 3:1       | CSKA Moscú             |
| 17 de septiembre de 2014 | Grünwalder Straße      | F. C. Bayern de Múnich | 1:4       | Manchester City F. C.  |
| 30 de septiembre de 2014 | Stadium Oktyabr        | CSKA Moscú             | 3:1       | F. C. Bayern de Múnich |
| 30 de septiembre de 2014 | Ewen Fields            | Manchester City F. C.  | 3:2       | A. S. Roma             |
| 21 de octubre de 2014 | Stadium Oktyabr        | CSKA Moscú             | 0:2       | Manchester City F. C.  |
| 21 de octubre de 2014 | Stadio Centro d'Italia | A. S. Roma             | 1:0       | F. C. Bayern de Múnich |
| 5 de noviembre de 2014 | Ewen Fields            | Manchester City F. C.  | 4:2       | CSKA Moscú             |
| 5 de noviembre de 2014 | Grünwalder Straße      | F. C. Bayern de Múnich | 3:2       | A. S. Roma             |
| 25 de noviembre de 2014 | Stadium Oktyabr        | CSKA Moscú             | 0:2       | A. S. Roma             |
| 25 de noviembre de 2014 | Ewen Fields            | Manchester City F. C.  | 6:0       | F. C. Bayern de Múnich |
| 10 de diciembre de 2014 | Grünwalder Straße      | F. C. Bayern de Múnich | 3:2       | CSKA Moscú             |
| 10 de diciembre de 2014 | Stadio Centro d'Italia | A. S. Roma             | 0:4       | Manchester City F. C.  |

### Grupo F
| Equipo              | Pts | PJ | PG | PE | PP | GF | GC | Dif |
| ------------------- | --- | -- | -- | -- | -- | -- | -- | --- |
| Ajax Ámsterdam      | 14  | 6  | 4  | 2  | 0  | 19 | 7  | +12 |
| F. C. Barcelona     | 9   | 6  | 2  | 3  | 1  | 10 | 7  | +3  |
| París Saint-Germain | 8   | 6  | 2  | 2  | 2  | 15 | 14 | +1  |
| APOEL F. C.         | 1   | 6  | 0  | 1  | 5  | 3  | 19 | -16 |

| \| Fecha \| Estadio \| Local \| Resultado \| Visitante \| \| ------------------------ \| ------------------ \| ------------------- \| --------- \| ------------------- \| \| 16 de septiembre de 2014 \| Mini Estadi \| F. C. Barcelona \| 3:0 \| APOEL F. C. \| \| 18 de septiembre de 2014 \| De Toekomst \| Ajax Ámsterdam \| 6:1 \| París Saint-Germain \| \| 30 de septiembre de 2014 \| GSZ Stadium \| APOEL F. C. \| 0:0 \| Ajax Ámsterdam \| \| 30 de septiembre de 2014 \| Sébastien Charléty \| París Saint-Germain \| 2:2 \| F. C. Barcelona \| \| 21 de octubre de 2014 \| Mini Estadi \| F. C. Barcelona \| 2:2 \| Ajax Ámsterdam \| \| 22 de octubre de 2014 \| GSZ Stadium \| APOEL F. C. \| 0:3 \| París Saint-Germain \| \| 4 de noviembre de 2014 \| De Toekomst \| Ajax Ámsterdam \| 1:0 \| F. C. Barcelona \| \| 5 de noviembre de 2014 \| Sébastien Charléty \| París Saint-Germain \| 6:0 \| APOEL F. C. \| \| 25 de noviembre de 2014 \| GSZ Stadium \| APOEL F. C. \| 0:0 \| F. C. Barcelona \| \| 26 de noviembre de 2014 \| Sébastien Charléty \| París Saint-Germain \| 0:0 \| Ajax Ámsterdam \| \| 9 de diciembre de 2014 \| Mini Estadi \| F. C. Barcelona \| 0:0 \| París Saint-Germain \| \| 10 de diciembre de 2014 \| De Toekomst \| Ajax Ámsterdam \| 4:1 \| APOEL F. C. \| |                    |                     |           |                     |
| Fecha | Estadio            | Local               | Resultado | Visitante           |
| 16 de septiembre de 2014 | Mini Estadi        | F. C. Barcelona     | 3:0       | APOEL F. C.         |
| 18 de septiembre de 2014 | De Toekomst        | Ajax Ámsterdam      | 6:1       | París Saint-Germain |
| 30 de septiembre de 2014 | GSZ Stadium        | APOEL F. C.         | 0:0       | Ajax Ámsterdam      |
| 30 de septiembre de 2014 | Sébastien Charléty | París Saint-Germain | 2:2       | F. C. Barcelona     |
| 21 de octubre de 2014 | Mini Estadi        | F. C. Barcelona     | 2:2       | Ajax Ámsterdam      |
| 22 de octubre de 2014 | GSZ Stadium        | APOEL F. C.         | 0:3       | París Saint-Germain |
| 4 de noviembre de 2014 | De Toekomst        | Ajax Ámsterdam      | 1:0       | F. C. Barcelona     |
| 5 de noviembre de 2014 | Sébastien Charléty | París Saint-Germain | 6:0       | APOEL F. C.         |
| 25 de noviembre de 2014 | GSZ Stadium        | APOEL F. C.         | 0:0       | F. C. Barcelona     |
| 26 de noviembre de 2014 | Sébastien Charléty | París Saint-Germain | 0:0       | Ajax Ámsterdam      |
| 9 de diciembre de 2014 | Mini Estadi        | F. C. Barcelona     | 0:0       | París Saint-Germain |
| 10 de diciembre de 2014 | De Toekomst        | Ajax Ámsterdam      | 4:1       | APOEL F. C.         |

### Grupo G
| Equipo             | Pts | PJ | PG | PE | PP | GF | GC | Dif |
| ------------------ | --- | -- | -- | -- | -- | -- | -- | --- |
| Chelsea F. C.      | 15  | 6  | 5  | 0  | 1  | 24 | 3  | +21 |
| F. C. Schalke 04   | 15  | 6  | 5  | 0  | 1  | 19 | 7  | +12 |
| Sporting de Lisboa | 6   | 6  | 2  | 0  | 4  | 8  | 20 | -12 |
| N. K. Maribor      | 0   | 6  | 0  | 0  | 6  | 4  | 25 | -21 |

| \| Fecha \| Estadio \| Local \| Resultado \| Visitante \| \| ------------------------ \| ----------------------- \| ------------------ \| --------- \| ------------------ \| \| 17 de septiembre de 2014 \| Športni park \| N. K. Maribor \| 1:3 \| Sporting de Lisboa \| \| 17 de septiembre de 2014 \| Cobham Training Centre \| Chelsea F. C. \| 4:1 \| F. C. Schalke 04 \| \| 30 de septiembre de 2014 \| Stimberg-Stadion \| F. C. Schalke 04 \| 5:0 \| N. K. Maribor \| \| 30 de septiembre de 2014 \| Stadium Aurélio Pereira \| Sporting de Lisboa \| 0:5 \| Chelsea F. C. \| \| 21 de octubre de 2014 \| Stimberg-Stadion \| F. C. Schalke 04 \| 3:0 \| Sporting de Lisboa \| \| 21 de octubre de 2014 \| Cobham Training Centre \| Chelsea F. C. \| 2:0 \| N. K. Maribor \| \| 5 de noviembre de 2014 \| Športni park \| N. K. Maribor \| 0:7 \| Chelsea F. C. \| \| 5 de noviembre de 2014 \| Stadium Aurélio Pereira \| Sporting de Lisboa \| 2:3 \| F. C. Schalke 04 \| \| 25 de noviembre de 2014 \| Stadium Aurélio Pereira \| Sporting de Lisboa \| 3:2 \| N. K. Maribor \| \| 25 de noviembre de 2014 \| Stimberg-Stadion \| F. C. Schalke 04 \| 2:0 \| Chelsea F. C. \| \| 10 de diciembre de 2014 \| Športni park \| N. K. Maribor \| 1:5 \| F. C. Schalke 04 \| \| 10 de diciembre de 2014 \| Cobham Training Centre \| Chelsea F. C. \| 6:0 \| Sporting de Lisboa \| |                         |                    |           |                    |
| Fecha | Estadio                 | Local              | Resultado | Visitante          |
| 17 de septiembre de 2014 | Športni park            | N. K. Maribor      | 1:3       | Sporting de Lisboa |
| 17 de septiembre de 2014 | Cobham Training Centre  | Chelsea F. C.      | 4:1       | F. C. Schalke 04   |
| 30 de septiembre de 2014 | Stimberg-Stadion        | F. C. Schalke 04   | 5:0       | N. K. Maribor      |
| 30 de septiembre de 2014 | Stadium Aurélio Pereira | Sporting de Lisboa | 0:5       | Chelsea F. C.      |
| 21 de octubre de 2014 | Stimberg-Stadion        | F. C. Schalke 04   | 3:0       | Sporting de Lisboa |
| 21 de octubre de 2014 | Cobham Training Centre  | Chelsea F. C.      | 2:0       | N. K. Maribor      |
| 5 de noviembre de 2014 | Športni park            | N. K. Maribor      | 0:7       | Chelsea F. C.      |
| 5 de noviembre de 2014 | Stadium Aurélio Pereira | Sporting de Lisboa | 2:3       | F. C. Schalke 04   |
| 25 de noviembre de 2014 | Stadium Aurélio Pereira | Sporting de Lisboa | 3:2       | N. K. Maribor      |
| 25 de noviembre de 2014 | Stimberg-Stadion        | F. C. Schalke 04   | 2:0       | Chelsea F. C.      |
| 10 de diciembre de 2014 | Športni park            | N. K. Maribor      | 1:5       | F. C. Schalke 04   |
| 10 de diciembre de 2014 | Cobham Training Centre  | Chelsea F. C.      | 6:0       | Sporting de Lisboa |

### Grupo H
| Equipo                 | Pts | PJ | PG | PE | PP | GF | GC | Dif |
| ---------------------- | --- | -- | -- | -- | -- | -- | -- | --- |
| F. C. Shakhtar Donetsk | 14  | 6  | 3  | 2  | 0  | 15 | 3  | +12 |
| F. C. Porto            | 9   | 6  | 2  | 3  | 1  | 7  | 5  | +2  |
| Athletic Club          | 9   | 6  | 3  | 0  | 3  | 9  | 12 | -3  |
| F. C. BATE             | 1   | 6  | 0  | 1  | 5  | 2  | 13 | -11 |

| \| Fecha \| Estadio \| Local \| Resultado \| Visitante \| \| ------------------------ \| -------------------- \| ---------------------- \| --------- \| ---------------------- \| \| 17 de septiembre de 2014 \| CTFD Olival-Crestuma \| F. C. Porto \| 2:0 \| F. C. BATE \| \| 17 de septiembre de 2014 \| Estadio de Lezama \| Athletic Club \| 0:2 \| F. C. Shakhtar Donetsk \| \| 30 de septiembre de 2014 \| Estadio Ukraina \| F. C. Shakhtar Donetsk \| 1:1 \| F. C. Porto \| \| 30 de septiembre de 2014 \| Gorodskoi-Stadion \| F. C. BATE \| 1:2 \| Athletic Club \| \| 21 de octubre de 2014 \| CTFD Olival-Crestuma \| F. C. Porto \| 2:0 \| Athletic Club \| \| 21 de octubre de 2014 \| Gorodskoi-Stadion \| F. C. BATE \| 1:4 \| F. C. Shakhtar Donetsk \| \| 5 de noviembre de 2014 \| Estadio de Lezama \| Athletic Club \| 3:1 \| F. C. Porto \| \| 5 de noviembre de 2014 \| Estadio Ukraina \| F. C. Shakhtar Donetsk \| 1:0 \| F. C. BATE \| \| 25 de noviembre de 2014 \| Estadio Ukraina \| F. C. Shakhtar Donetsk \| 6:0 \| Athletic Club \| \| 25 de noviembre de 2014 \| Gorodskoi-Stadion \| F. C. BATE \| 0:0 \| F. C. Porto \| \| 10 de diciembre de 2014 \| CTFD Olival-Crestuma \| F. C. Porto \| 1:1 \| F. C. Shakhtar Donetsk \| \| 10 de diciembre de 2014 \| Estadio de Lezama \| Athletic Club \| 4:0 \| F. C. BATE \| |                      |                        |           |                        |
| Fecha | Estadio              | Local                  | Resultado | Visitante              |
| 17 de septiembre de 2014 | CTFD Olival-Crestuma | F. C. Porto            | 2:0       | F. C. BATE             |
| 17 de septiembre de 2014 | Estadio de Lezama    | Athletic Club          | 0:2       | F. C. Shakhtar Donetsk |
| 30 de septiembre de 2014 | Estadio Ukraina      | F. C. Shakhtar Donetsk | 1:1       | F. C. Porto            |
| 30 de septiembre de 2014 | Gorodskoi-Stadion    | F. C. BATE             | 1:2       | Athletic Club          |
| 21 de octubre de 2014 | CTFD Olival-Crestuma | F. C. Porto            | 2:0       | Athletic Club          |
| 21 de octubre de 2014 | Gorodskoi-Stadion    | F. C. BATE             | 1:4       | F. C. Shakhtar Donetsk |
| 5 de noviembre de 2014 | Estadio de Lezama    | Athletic Club          | 3:1       | F. C. Porto            |
| 5 de noviembre de 2014 | Estadio Ukraina      | F. C. Shakhtar Donetsk | 1:0       | F. C. BATE             |
| 25 de noviembre de 2014 | Estadio Ukraina      | F. C. Shakhtar Donetsk | 6:0       | Athletic Club          |
| 25 de noviembre de 2014 | Gorodskoi-Stadion    | F. C. BATE             | 0:0       | F. C. Porto            |
| 10 de diciembre de 2014 | CTFD Olival-Crestuma | F. C. Porto            | 1:1       | F. C. Shakhtar Donetsk |
| 10 de diciembre de 2014 | Estadio de Lezama    | Athletic Club          | 4:0       | F. C. BATE             |

## Segunda fase
La fase final de la competición se disputa en eliminatorias a partido único. En caso de llegar a los 90 minutos empatados se disputará una prórroga de 30 minutos, y si ésta termina sin goles la eliminatoria se decidirá en una tanda de penaltis.

### Equipos clasificados
Un total de dieciséis clasificados disputarán la fase eliminatoria final de la competición.
Los equipos serán divididos en dos bombos (líderes de grupo o cabezas de serie, y segundos clasificados).
| 1.er bombo (Líderes de grupo) | 2.º bombo               |
| ----------------------------- | ----------------------- |
| A Atlético de Madrid          | A Olympiacos F. C.      |
| B Real Madrid C. F.           | B Liverpool F. C.       |
| C S. L. Benfica               | C Zenit San Petersburgo |
| D R. S. C. Anderlecht         | D Arsenal F. C.         |
| E Manchester City F. C.       | E A. S. Roma            |
| F A. F. C. Ajax               | F F. C. Barcelona       |
| G Chelsea F. C.               | G F. C. Schalke 04      |
| H F. K. Shajtar Donetsk       | H F. C. Porto           |

|  | Octavos de final                   | Octavos de final                   | Octavos de final                   |                     |   | Cuartos de final  | Cuartos de final  | Cuartos de final  |  |  | Semifinales | Semifinales | Semifinales |  |  | Final                               | Final                               | Final                               |
|  | 27 de enero/17/23/24/25 de febrero | 27 de enero/17/23/24/25 de febrero | 27 de enero/17/23/24/25 de febrero |                     |   | 10/17/18 de marzo | 10/17/18 de marzo | 10/17/18 de marzo |  |  | 10 de abril | 10 de abril | 10 de abril |  |  | 13 de abril, Colovray Stadium, Nyon | 13 de abril, Colovray Stadium, Nyon | 13 de abril, Colovray Stadium, Nyon |
|  |                                    |                                    |                                    |                     |   |                   |                   |                   |  |  |             |             |             |  |  |                                     |                                     |                                     |
|  |                                    |                                    |                                    |                     |   |                   |                   |                   |  |  |             |             |             |  |  |                                     |                                     |                                     |
|  |                                    |                                    |                                    |                     |   |                   |                   |                   |  |  |             |             |             |  |  |                                     |                                     |                                     |
|  | R. S. C. Anderlecht                | 1                                  | -                                  |                     |   |                   |                   |                   |  |  |             |             |             |  |  |                                     |                                     |                                     |
|  | R. S. C. Anderlecht                | 1                                  | -                                  |                     |   |                   |                   |                   |  |  |             |             |             |  |  |                                     |                                     |                                     |
|  | F. C. Barcelona                    | 0                                  | -                                  |                     |   |                   |                   |                   |  |  |             |             |             |  |  |                                     |                                     |                                     |
|  | F. C. Barcelona                    | 0                                  | -                                  | R. S. C. Anderlecht | 5 | -                 |                   |                   |  |  |             |             |             |  |  |                                     |                                     |                                     |
|  |                                    |                                    |                                    |                     | 5 | -                 |                   |                   |  |  |             |             |             |  |  |                                     |                                     |                                     |
|  |                                    | F. C. Porto                        | 0                                  | -                   |   |                   |                   |                   |  |  |             |             |             |  |  |                                     |                                     |                                     |
|  | Real Madrid C. F.                  | F. C. Porto                        | 0                                  | -                   | 1 | (1)               |                   |                   |  |  |             |             |             |  |  |                                     |                                     |                                     |
|  | Real Madrid C. F.                  |                                    |                                    |                     | 1 | (1)               |                   |                   |  |  |             |             |             |  |  |                                     |                                     |                                     |
|  | F. C. Porto (p)                    | 1                                  | (3)                                |                     |   |                   |                   |                   |  |  |             |             |             |  |  |                                     |                                     |                                     |
|  | F. C. Porto (p)                    | 1                                  | (3)                                | R. S. C. Anderlecht | 1 | -                 |                   |                   |  |  |             |             |             |  |  |                                     |                                     |                                     |
|  |                                    |                                    |                                    |                     | 1 | -                 |                   |                   |  |  |             |             |             |  |  |                                     |                                     |                                     |
|  |                                    | Shakhtar Donetsk                   | 3                                  | -                   |   |                   |                   |                   |  |  |             |             |             |  |  |                                     |                                     |                                     |
|  | S. L. Benfica                      | Shakhtar Donetsk                   | 3                                  | -                   | 2 | -                 |                   |                   |  |  |             |             |             |  |  |                                     |                                     |                                     |
|  | S. L. Benfica                      |                                    |                                    |                     | 2 | -                 |                   |                   |  |  |             |             |             |  |  |                                     |                                     |                                     |
|  | Liverpool F. C.                    | 1                                  | -                                  |                     |   |                   |                   |                   |  |  |             |             |             |  |  |                                     |                                     |                                     |
|  | Liverpool F. C.                    | 1                                  | -                                  | S. L. Benfica       | 1 | (4)               |                   |                   |  |  |             |             |             |  |  |                                     |                                     |                                     |
|  |                                    |                                    |                                    |                     | 1 | (4)               |                   |                   |  |  |             |             |             |  |  |                                     |                                     |                                     |
|  |                                    | Shakhtar Donetsk                   | 1                                  | (5)                 |   |                   |                   |                   |  |  |             |             |             |  |  |                                     |                                     |                                     |
|  | Shakhtar Donetsk (p)               | Shakhtar Donetsk                   | 1                                  | (5)                 | 1 | (5)               |                   |                   |  |  |             |             |             |  |  |                                     |                                     |                                     |
|  | Shakhtar Donetsk (p)               |                                    |                                    |                     | 1 | (5)               |                   |                   |  |  |             |             |             |  |  |                                     |                                     |                                     |
|  | Olympiacos F. C.                   | 1                                  | (4)                                |                     |   |                   |                   |                   |  |  |             |             |             |  |  |                                     |                                     |                                     |
|  | Olympiacos F. C.                   | 1                                  | (4)                                | Shakhtar Donetsk    | 2 | -                 |                   |                   |  |  |             |             |             |  |  |                                     |                                     |                                     |
|  |                                    |                                    |                                    |                     | 2 | -                 |                   |                   |  |  |             |             |             |  |  |                                     |                                     |                                     |
|  |                                    | Chelsea F. C.                      | 3                                  | -                   |   |                   |                   |                   |  |  |             |             |             |  |  |                                     |                                     |                                     |
|  | Ajax de Ámsterdam                  | Chelsea F. C.                      | 3                                  | -                   | 0 | (5)               |                   |                   |  |  |             |             |             |  |  |                                     |                                     |                                     |
|  | Ajax de Ámsterdam                  |                                    |                                    |                     | 0 | (5)               |                   |                   |  |  |             |             |             |  |  |                                     |                                     |                                     |
|  | A. S. Roma (p)                     | 0                                  | (6)                                |                     |   |                   |                   |                   |  |  |             |             |             |  |  |                                     |                                     |                                     |
|  | A. S. Roma (p)                     | 0                                  | (6)                                | A. S. Roma          | 2 | -                 |                   |                   |  |  |             |             |             |  |  |                                     |                                     |                                     |
|  |                                    |                                    |                                    |                     | 2 | -                 |                   |                   |  |  |             |             |             |  |  |                                     |                                     |                                     |
|  |                                    | Manchester City                    | 1                                  | -                   |   |                   |                   |                   |  |  |             |             |             |  |  |                                     |                                     |                                     |
|  | Manchester City (p)                | Manchester City                    | 1                                  | -                   | 1 | (3)               |                   |                   |  |  |             |             |             |  |  |                                     |                                     |                                     |
|  | Manchester City (p)                |                                    |                                    |                     | 1 | (3)               |                   |                   |  |  |             |             |             |  |  |                                     |                                     |                                     |
|  | F. C. Schalke 04                   | 1                                  | (1)                                |                     |   |                   |                   |                   |  |  |             |             |             |  |  |                                     |                                     |                                     |
|  | F. C. Schalke 04                   | 1                                  | (1)                                | A. S. Roma          | 0 | -                 |                   |                   |  |  |             |             |             |  |  |                                     |                                     |                                     |
|  |                                    |                                    |                                    |                     | 0 | -                 |                   |                   |  |  |             |             |             |  |  |                                     |                                     |                                     |
|  |                                    | Chelsea F. C.                      | 4                                  | -                   |   |                   |                   |                   |  |  |             |             |             |  |  |                                     |                                     |                                     |
|  | Chelsea F. C.                      | Chelsea F. C.                      | 4                                  | -                   | 3 | -                 |                   |                   |  |  |             |             |             |  |  |                                     |                                     |                                     |
|  | Chelsea F. C.                      |                                    |                                    |                     | 3 | -                 |                   |                   |  |  |             |             |             |  |  |                                     |                                     |                                     |
|  | Zenit San Petersburgo              | 1                                  | -                                  |                     |   |                   |                   |                   |  |  |             |             |             |  |  |                                     |                                     |                                     |
|  | Zenit San Petersburgo              | 1                                  | -                                  | Chelsea F. C.       | 2 | -                 |                   |                   |  |  |             |             |             |  |  |                                     |                                     |                                     |
|  |                                    |                                    |                                    |                     | 2 | -                 |                   |                   |  |  |             |             |             |  |  |                                     |                                     |                                     |
|  |                                    | Atlético de Madrid                 | 0                                  | -                   |   |                   |                   |                   |  |  |             |             |             |  |  |                                     |                                     |                                     |
|  | Atlético de Madrid                 | Atlético de Madrid                 | 0                                  | -                   | 1 | -                 |                   |                   |  |  |             |             |             |  |  |                                     |                                     |                                     |
|  | Atlético de Madrid                 |                                    |                                    |                     | 1 | -                 |                   |                   |  |  |             |             |             |  |  |                                     |                                     |                                     |
|  | Arsenal F. C.                      | 0                                  | -                                  |                     |   |                   |                   |                   |  |  |             |             |             |  |  |                                     |                                     |                                     |

### Octavos de final

#### Atlético de Madrid - Arsenal F. C.
| 27 de enero de 2015, 19:00 | Atlético de Madrid | 1:0 (1:0) | Arsenal F. C. | Cerro del Espino, Majadahonda, España |                         |
|                            | Diedhiou 1'        | Reporte   |               | Árbitro(s): Hugo Miguel               | Árbitro(s): Hugo Miguel |

#### Real Madrid C. F. - F. C. Porto
| 17 de febrero de 2015, 18:00 | Real Madrid C. F.                   | 1:1 (0:0) (t. s.)(1:3 p.)  | F. C. Porto                        | Alfredo Di Stéfano, Madrid, España |                              |
|                              | Mayoral 60'                         | Reporte                    | Leonardo 81' (pen.)                | Árbitro(s): Adrien Jaccottet       | Árbitro(s): Adrien Jaccottet |
|                              |                                     | Tiros desde el punto penal |                                    |                                    |                              |
|                              | Cedrés · Mayoral · Febas · Lienhart |                            | Johansen · João Cardoso · Leonardo |                                    |                              |

#### Shakhtar Donetsk - Olympiacos F. C.
| 23 de febrero de 2015, 11:00 | Shakhtar Donetsk                                                     | 1:1 (1:1) (t. s.)(5:4 p.)  | Olympiacos F. C.                                          | FFU Training complex, Kiev, Ucrania |                              |
|                              | Vachiberadze 27' (pen.)                                              | Reporte                    | Vergos 12'                                                | Árbitro(s): Andris Treimanis        | Árbitro(s): Andris Treimanis |
|                              |                                                                      | Tiros desde el punto penal |                                                           |                                     |                              |
|                              | Zubkov · Boryachuk · Shtander · Kovalenko · Vachiberadze · Arendaruk |                            | Vergos · Vatousiadis · Saliakas · Laci · Ignatidis · Toli |                                     |                              |

#### R. S. C. Anderlecht - F. C. Barcelona
| 23 de febrero de 2015, 20:00 | R. S. C. Anderlecht | 1:0 (0:0) | F. C. Barcelona | Constant Vanden Stock, Bruselas, Bélgica                 |                                                          |
|                              | Leya Iseka 53'      | Reporte   |                 | Asistencia: 12,871 espectadores Árbitro(s): Jakob Kehlet | Asistencia: 12,871 espectadores Árbitro(s): Jakob Kehlet |

#### S. L. Benfica - Liverpool F. C.
| 24 de febrero de 2015, 16:00 | S. L. Benfica              | 2:1 (1:1) | Liverpool F. C. | Caixa Futebol Campus, Seixal, Portugal |                           |
|                              | Pereira 6' · Gonçalves 75' | Reporte   | Canós 9'        | Árbitro(s): Benoît Millot              | Árbitro(s): Benoît Millot |

#### Manchester City F. C. - F. C. Schalke 04
| 24 de febrero de 2015, 17:00 | Manchester City F. C.           | 1:1 (1:0) (t. s.)(3:1 p.)  | F. C. Schalke 04                       | Ewen Fields, Mánchester, Inglaterra |                                  |
|                              | Byrne 33'                       | Reporte                    | Sivodedov 90+1'                        | Árbitro(s): Svein-Erik Edvartsen    | Árbitro(s): Svein-Erik Edvartsen |
|                              |                                 | Tiros desde el punto penal |                                        |                                     |                                  |
|                              | Byrne · Celina · Pozo · Tasende |                            | Multhaup · Neubauer · Sané · Sivodedov |                                     |                                  |

#### Ajax Ámsterdam - A. S. Roma
| 24 de febrero de 2015, 18:30 | Ajax Ámsterdam                                                      | 0:0 (t. s.)(5:6 p.)        | A. S. Roma                                                          | De Toekomst, Ámsterdam, Países Bajos |                              |
|                              |                                                                     | Reporte                    |                                                                     | Árbitro(s): Alexander Harkam         | Árbitro(s): Alexander Harkam |
|                              |                                                                     | Tiros desde el punto penal |                                                                     |                                      |                              |
|                              | Muric · Dankerlui · El Azzouzi · El Mahdioui · Van De Beek · Eiting |                            | Vestenický · Marchizza · Di Mariano · Adamo · Pellegrini · Paolelli |                                      |                              |

#### Chelsea F. C. - Zenit San Petersburgo
| 25 de febrero de 2015, 20:00 | Chelsea F. C.                                 | 3:1 (1:1) | Zenit San Petersburgo | EBB Stadium, Rushmoor, Inglaterra |                          |
|                              | Solanke 21' · Palmer 49' · Colkett 72' (pen.) | Reporte   | Kubyshkin 13'         | Árbitro(s): Kevin Clancy          | Árbitro(s): Kevin Clancy |

### Cuartos de final

#### Chelsea F. C. - Atlético de Madrid
| 10 de marzo de 2015, 16:00 | Chelsea F. C.                      | 2:0 (1:0) | Atlético de Madrid | EBB Stadium, Rushmoor, Inglaterra |                            |
|                            | Manzanara 38' (a.g.) · Solanke 89' | Reporte   |                    | Árbitro(s): Andreas Ekberg        | Árbitro(s): Andreas Ekberg |

#### S. L. Benfica - Shakhtar Donetsk
| 17 de marzo de 2015, 17:00 | S. L. Benfica                                          | 1:1 (1:0) (t. s.)(4:5 p.)  | Shakhtar Donetsk                                         | Caixa Futebol Campus, Seixal, Portugal |                             |
|                            | João Carvalho 42'                                      | Reporte                    | Shtander 64'                                             | Árbitro(s): Bastian Dankert            | Árbitro(s): Bastian Dankert |
|                            |                                                        | Tiros desde el punto penal |                                                          |                                        |                             |
|                            | Gonçalves · Dias · Sanches · João Carvalho · Rodrigues |                            | Zubkov · Boryachuk · Shtander · Arendaruk · Vachiberadze |                                        |                             |

#### A. S. Roma - Manchester City F. C.
| 17 de marzo de 2015, 18:00 | A. S. Roma                      | 2:1 (0:0) | Manchester City F. C. | Stadio Domenico Francioni, Latina, Italia |                              |
|                            | Vestenický 62' · Pellegrini 86' | Reporte   | Ambrose 90+1' (pen.)  | Árbitro(s): Pawel Raczkowski              | Árbitro(s): Pawel Raczkowski |

#### R. S. C. Anderlecht - F. C. Porto
| 18 de marzo de 2015, 19:00 | R. S. C. Anderlecht                                                    | 5:0 (3:0) | F. C. Porto | Constant Vanden Stock, Bruselas, Bélgica |                               |
|                            | Leya Iseka 4', 16' (pen.), 55' (pen.) · Bourard 25' · Lumor 62' (a.g.) | Reporte   |             | Árbitro(s): Nicolas Rainville            | Árbitro(s): Nicolas Rainville |

### Semifinales

#### R. S. C. Anderlecht - Shakhtar Donetsk
| 10 de abril de 2015, 13:00 | R. S. C. Anderlecht | 1:3 (0:0) | Shakhtar Donetsk                   | Centre Sportif de Colovray, Nyon, Suiza |                               |
|                            | Bourard 55'         | Reporte   | Kovalenko 76', 87' · Arendaruk 80' | Árbitro(s): Eitan Shmuelevitz           | Árbitro(s): Eitan Shmuelevitz |

#### A. S. Roma - Chelsea F. C.
| 10 de abril de 2015, 17:15 | A. S. Roma | 0:4 (0:0) | Chelsea F. C.                                | Centre Sportif de Colovray, Nyon, Suiza |                               |
|                            |            | Reporte   | Colkett 47' · Solanke 49', 56' · Abraham 83' | Árbitro(s): Jesús Gil Manzano           | Árbitro(s): Jesús Gil Manzano |

### Final
| 1          | POR        | Oleh Kudryk          |     |
| 2          | DEF        | Ihor Kyryukhantsev   |     |
| 3          | DEF        | Danylo Sahutkin      |     |
| 4          | DEF        | Mykola Matviyenko    |     |
| 5          | DEF        | Oleg Hladchenko      |     |
| 6          | MED        | Beka Vachiberadze    |     |
| 8          | MED        | Oleksandr Pikhalonok |     |
| 11         | MED        | Vasyl Shtander       | 71' |
| 7          | DEL        | Denys Arendaruk      | 78' |
| 9          | DEL        | Andriy Boryachuk     |     |
| 10         | DEL        | Oleksandr Zubkov     |     |
| Entrenador | Entrenador | Valeriy Kryventsov   |     |

| 1          | POR        | Bradley Collins     |     |
| 2          | DEF        | Ola Aina            |     |
| 3          | DEF        | Andreas Christensen |     |
| 4          | DEF        | Jake Clarke-Salter  |     |
| 5          | DEF        | Jay Dasilva         |     |
| 6          | MED        | Charlie Colkett     |     |
| 10         | MED        | Charly Musonda      | 85' |
| 11         | MED        | Jeremie Boga        | 71' |
| 7          | DEL        | Isaiah Brown        |     |
| 8          | DEL        | Ruben Loftus-Cheek  |     |
| 9          | DEL        | Dominic Solanke     |     |
| Entrenador | Entrenador | Adi Viveash         |     |

| 14 | MED | Viktor Kovalenko | 71' |
| 18 | DEL | Artem Merkushov  | 78' |

| 14 | DEL | Kasey Palmer  | 71' |
| 15 | DEL | Tammy Abraham | 85' |

| Anotado | 37'   | Andreas Christensen | 1-1 |
| Anotado | 90+2' | Viktor Kovalenko    | 2-3 |

| Anotado | 7'  | Isaiah Brown    | 0-1 |
| Anotado | 47' | Dominic Solanke | 1-2 |
| Anotado | 55' | Isaiah Brown    | 1-3 |

| Amonestado | 80' | Beka Vachiberadze |
| Amonestado | 85' | Viktor Kovalenko  |

| Árbitro:             | Serdar Gözübüyük |
| Árbitros asistentes: | Hessel Steegstra |
| Árbitros asistentes: | Mario Diks       |
| Cuarto árbitro:      | Alain Bieri      |
| Reporte              |                  |

| 1          | POR        | Oleh Kudryk          |     |
| 2          | DEF        | Ihor Kyryukhantsev   |     |
| 3          | DEF        | Danylo Sahutkin      |     |
| 4          | DEF        | Mykola Matviyenko    |     |
| 5          | DEF        | Oleg Hladchenko      |     |
| 6          | MED        | Beka Vachiberadze    |     |
| 8          | MED        | Oleksandr Pikhalonok |     |
| 11         | MED        | Vasyl Shtander       | 71' |
| 7          | DEL        | Denys Arendaruk      | 78' |
| 9          | DEL        | Andriy Boryachuk     |     |
| 10         | DEL        | Oleksandr Zubkov     |     |
| Entrenador | Entrenador | Valeriy Kryventsov   |     |

| 1          | POR        | Bradley Collins     |     |
| 2          | DEF        | Ola Aina            |     |
| 3          | DEF        | Andreas Christensen |     |
| 4          | DEF        | Jake Clarke-Salter  |     |
| 5          | DEF        | Jay Dasilva         |     |
| 6          | MED        | Charlie Colkett     |     |
| 10         | MED        | Charly Musonda      | 85' |
| 11         | MED        | Jeremie Boga        | 71' |
| 7          | DEL        | Isaiah Brown        |     |
| 8          | DEL        | Ruben Loftus-Cheek  |     |
| 9          | DEL        | Dominic Solanke     |     |
| Entrenador | Entrenador | Adi Viveash         |     |

| 14 | MED | Viktor Kovalenko | 71' |
| 18 | DEL | Artem Merkushov  | 78' |

| 14 | DEL | Kasey Palmer  | 71' |
| 15 | DEL | Tammy Abraham | 85' |

| Anotado | 37'   | Andreas Christensen | 1-1 |
| Anotado | 90+2' | Viktor Kovalenko    | 2-3 |

| Anotado | 7'  | Isaiah Brown    | 0-1 |
| Anotado | 47' | Dominic Solanke | 1-2 |
| Anotado | 55' | Isaiah Brown    | 1-3 |

| Amonestado | 80' | Beka Vachiberadze |
| Amonestado | 85' | Viktor Kovalenko  |

| Árbitro:             | Serdar Gözübüyük |
| Árbitros asistentes: | Hessel Steegstra |
| Árbitros asistentes: | Mario Diks       |
| Cuarto árbitro:      | Alain Bieri      |
| Reporte              |                  |

| Bandera de Inglaterra             |
| Campeón Chelsea F. C. 1.er título |

## Goleadores
Nota: indicados en cursiva los jugadores eliminados de la competición.
| Jugador            | Equipo                | Goles | Minutos |
| ------------------ | --------------------- | ----- | ------- |
| Dominic Solanke    | Chelsea F. C.         | 12    | 765'    |
| Aaron Leya Iseka   | R. S. C. Anderlecht   | 9     | 650'    |
| Borja Mayoral      | Real Madrid C. F.     | 7     | 552'    |
| Zakaria El Azzouzi | A. F. C. Ajax         | 6     | 188'    |
| Jerome Sinclair    | Liverpool F. C.       | 6     | 604'    |
| Jack Byrne         | Manchester City F. C. | 6     | 653'    |
| Nikos Vergos       | Olympiacos F. C.      | 5     | 408'    |
| Leonardo           | F. C. Porto           | 5     | 418'    |
| Marc Brasnic       | Bayer 04 Leverkusen   | 5     | 450'    |
| Daniel Crowley     | Arsenal F. C.         | 5     | 630'    |

## Asistentes
| Jugador             | Club                  | Asistencias | Minutos |
| ------------------- | --------------------- | ----------- | ------- |
| Andy Kawaya         | R. S. C. Anderlecht   | 6           | 520'    |
| Arxhend Cani        | F. C. Basel           | 5           | 502'    |
| Yakou Meïté         | París Saint-Germain   | 5           | 540'    |
| João Carvalho       | S. L. Benfica         | 5           | 654'    |
| Isaiah Brown        | Chelsea F. C.         | 5           | 774'    |
| Andreas Christensen | Chelsea F. C.         | 5           | 397'    |
| Renato Sanches      | S. L. Benfica         | 4           | 438'    |
| Thierry Ambrose     | Manchester City F. C. | 4           | 703'    |
| Dominic Solanke     | Chelsea F. C.         | 4           | 765'    |
| Denys Arendaruk     | Shakhtar Donetsk      | 4           | 815'    |